# Desert Punk
Desert Punk (砂ぼうず, Sunabōzu) est un manga de Masatoshi Usune.
Il a été adapté en une série télévisée d'animation de 24 épisodes par le studio Gonzo.

## Synopsis
La Terre est dévastée à la suite d'un conflit qui a eu lieu il y plusieurs centaines d'années.
Les pillards et la violence règnent sur le désert du Grand Kanto. Sunabozu est un chasseur de primes dont le surnom est "le Démon du Désert". Il a la réputation d'être le meilleur dans sa catégorie et il maîtrise toutes sortes de gadgets.
Sunabozu est petit, cruel, avare et mesquin, mais il éprouve des scrupules devant la sauvagerie de ses actes pour la survie dans ce monde barbare.

## Commentaire
Dans les 12 premiers volumes, l'auteur nous montre Kanta Mizuno comme le personnage principal de la série. À partir du treizième, Kosuna le devient.

## Musique
La musique est composée par Kōhei Tanaka.

Génériques d'ouverture :
1. "Sand Mission", interprété par Hideaki Takatori (version japonaise) / Gary Eckert (version anglaise) (épisodes 1 à 12)
2. "Destiny of the Desert", interprété par Yuka (épisodes 13 à 23)
3. "Shinkirō" ("Mirage"), interprété par Yuka (épisode 24)

Génériques de fin :
1. "Sunabōzu Ekaki Uta" ("How to Draw Sunabōzu"), interprété par Hideaki Takatori (épisodes 1 à 12)
2. "Shinkirō" ("Mirage"), interprété par Yuka (épisodes 13 à 23)
3. "Sand Mission", interprété par Hideaki Takatori (version japonaise) / Gary Eckert (version anglaise) (épisode 24)

## Liste des épisodes de l'anime
1. Un diable et des nibards
2. Le sable et la pluie
3. Le tank et la mitraillette
4. Tirs et bruits de pas
5. Le puits et le piège
6. Fusées et vagabondage
7. Le maître et l'élève [1ère partie]
8. La chienne et le rocher
9. La vie et le jeu
10. Le gardien et le chasseur de trésor
11. Crime et châtiment
12. Une petite fille et un sauvetage
13. Idéal et réalité
14. Kosuna et l'automatique
15. Frères et amis d'enfance
16. Fiente et urine
17. Junko poursuivie
18. Avortement et désespoir
19. Des hauts et des bas
20. Derrière et mercenaire
21. Le maître et l'élève [2ème partie]
22. La pluie et la mer
23. Doute et ambition
24. Taiko et Kanta